# موراليدا دي ثافايونا
بلدية موراليدا دي ثافايونا (بالإسبانية: Moraleda de Zafayona) هي بلدية تقع في مقاطعة غرناطة التابعة لمنطقة أندلوسيا جنوب إسبانيا.

## الديموغرافيا
بلغ عدد سكان بلدية موراليدا دي ثافايونا 3.281 نسمة عام 2011 (وفقاً للمعهد الوطني الإسباني للإحصاء).
| 2.724 | 2.809 | 2.782 | 3.043 | 3.093 | 3.136 | 3.281 |